# طلال بن عبدالعزیز آل سعود
شاهزاده طلال بن عبدالعزیز آل سعود، (عربی: طلال بن عبد العزيز) (زاده ۱۵ اوت ۱۹۳۱  در شهر طائف – درگذشته ۲۲ دسامبر ۲۰۱۸)، سرمایه‌دار اهل عربستان سعودی بود، که به علت رهبری جنبش شاهزادگان آزاد شناخته می‌شد.

## کودکی
شاهزاده طلال بن عبدالعزیز آل سعود هجدهمین فرزند ملک عبدالعزیز بود که از زنی ارمنستانی به نام موناییر به دنیا آمد. مادر طلال یکی از فراریان ارمنی بود که به همراه خانواده خود در جریان نسل‌کشی ارمنی‌ها توسط امپراتوری عثمانی به آناتولیای شرقی قرار کرده بود. موناییر هنگامی که تنها ۱۲ سال داشت، توسط پادشاه منطقه عنیزه به ابن سعود که در آن زمان ۴۵ ساله بود، پیشکش شد. این زن در ۱۵ سالگی باردار شد و نخستین فرزند موناییر و ملک عبدالعزیز، طلال نام گرفت و پس از آن طبق سنت اعراب موناییر، مُنَیِّر ام‌طلال خوانده شد. طبق گزارش‌های دیپلمات‌ های بریتانیایی حاضر در عربستان، ام طلال، به سبب هوش و زیبایی خود محبوب‌ترین همسر ملک عبدالعزیز بود که در سال ۱۹۹۱ میلادی درگذشت.

## زندگی خانوادگی
او چهار بار ازدواج کرد. در ابتدا با ام فیصل که از او جدا شد. سپس با دختری لبنانی به نام موانا الصلح فرزند ریاض الصلح (اولین رئیس دولت لبنان پس از استقلال) ازدواج کرد که از وی سه فرزند به نام‌های ولید بن طلال، خالد بن طلال و ریما بنت طلال داشت. حاصل این ازدواج نیز جدایی عاطفی در سال ۱۹۶۲ و طلاق در سال ۱۹۶۸ بود.
او برای بار سوم با موعده بنت عبدالمحسن الانگاری ازدواج کرد که حاصل آن دو فرزند به نام‌های ترکی بن طلال و سارا بنت طلال بود که البته این ازدواج نیز سرانجامی جز طلاق نداشت. طلال بن عبدالعزیز نهایتاً برای بار چهارم با مجده بنت ترکی فرزند ترکی بن خالد السدیری ازدواج کرد.
حاصل این چهار ازدواج، ۱۵ فرزند است که ۹ تای آن پسر و ۶ نفر دیگر دختر هستند.

## زندگی سیاسی

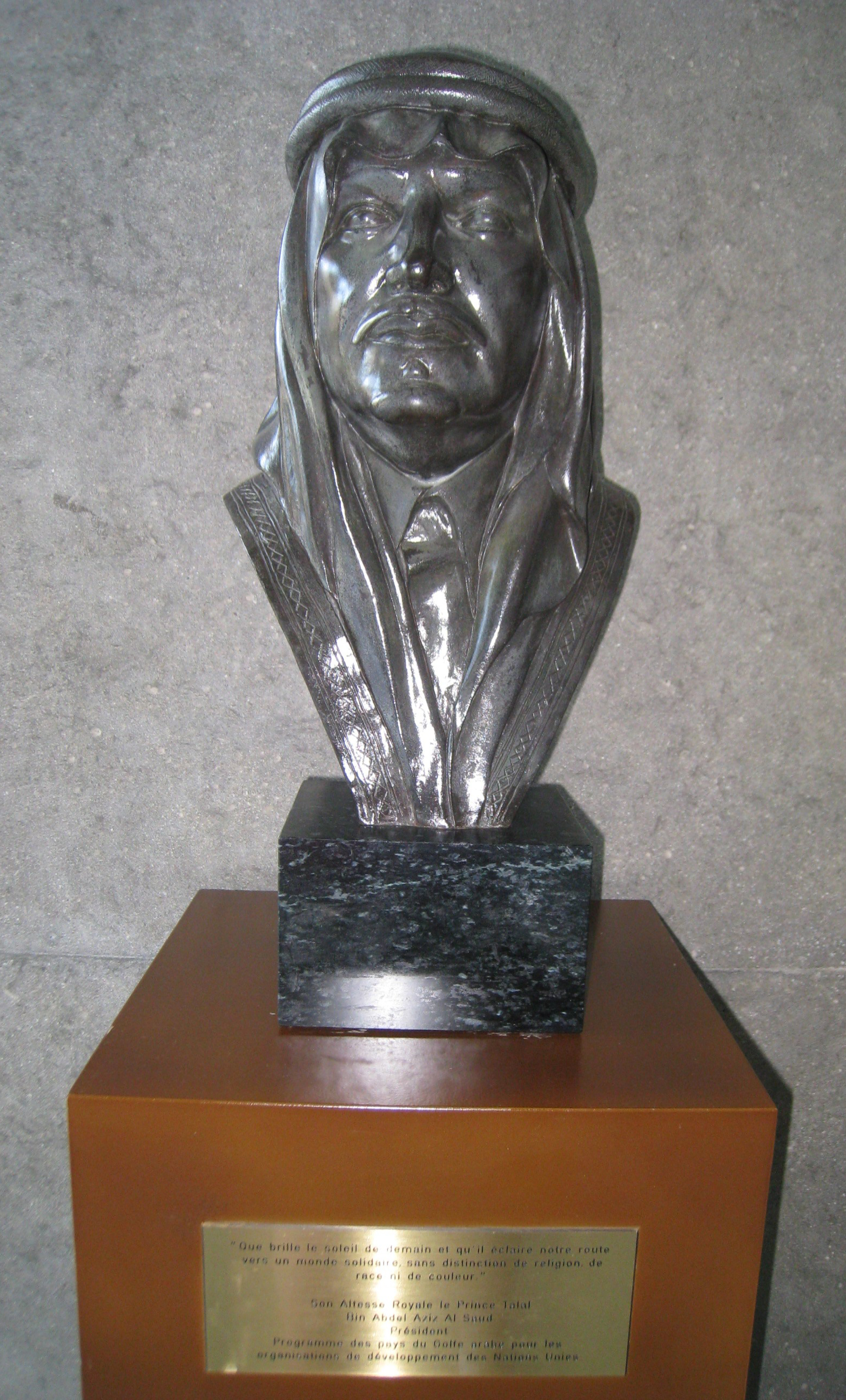
نیمه تنه شاهزاده طلال که در شهر ژنو سوییس نگه‌داری می‌شود.

طلال در سال ۱۹۵۳ به وزارت ارتباطات منصوب شد و تا سال ۱۹۵۵ در این پست بود. سپس به معاونت وزارت دارایی رفت و ۶ سال به بعد در سال ۱۹۶۱ به وزارت دارایی عربستان رسید.
او سپس در سال ۱۹۶۲ به عنوان سفیر عربستان سعودی در فرانسه عازم پاریس شد و جنبش «شاهزادگان آزاد» را به دلیل اختلافاتی که با ملک سعود و ملک فیصل دو برادر دیگرش داشت، در تاریخ ۱۹ آگوست ۱۹۶۲ تأسیس کرد. طلال این جنبش را به کمک سه برادر دیگر خود به نام‌های مشاری و بدر و فواز راه‌اندازی کرد و به مصر گریخت تا مورد استقبال جمال عبدالناصر قرار بگیرد.
دولت عربستان نیز پس از این اقدام، پاسپورت و گذرنامه دیپلماتیک طلال را باطل کرد تا وی سالها در مصر زندگی کند. وی جز در هنگام به قدرت رسیدن ملک فیصل، اجازه بازگشت به عربستان را نیافت و فیصل نیز به این شرط به طلال اجازه بازگشت به عربستان را داده بود که در امور مملکت دخالت نکند. به همین دلیل پس از بازگشت به عربستان از سیاست دور ماند و به همین دلیل بالاجبار خود را مشغول امور فرهنگی و آموزشی کرد و برای بهبود وجه خویش چندین مؤسسه فرهنگی بین‌المللی دائر کرد و تنها در شورای بیعت آل سعود عضو شد.
طلال پس از مرگ سلطان بن عبدالعزیز ولی‌عهد وقت عربستان سعودی، در تاریخ ۱۶ نوامبر ۲۰۱۱ استعفای خود را از شورای بیعت اعلام کرد؛ شورایی که وظیفه آن تعیین ولی‌عهد جدید از میان پسران عبدالعزیز است. تحلیلگران معتقدند او به انتخاب نایف بن عبدالعزیز به عنوان ولیعهد جدید معترض بوده، چرا که طلال بارها در مصاحبه‌های خود گفته بود که او از نایف بزرگتر است و باید ولیعهدی به او می‌رسید.

## درگذشت
طلال بن عبدالعزیز آل سعود در ۲۲ دسامبر ۲۰۱۸ در سن ۸۷ سالگی درگذشت.